# Santa Maria della Sanità
Santa Maria della Sanità, även benämnd Sant'Efrem e Santa Maria della Sanità, var en kyrkobyggnad i Rom, helgad åt Jungfru Maria och särskilt åt hennes roll som Hälsans Madonna. Kyrkan var belägen vid dagens Via Agostino Depretis i Rione Monti.

## Kyrkans historia
Enligt dokument i Vatikanens arkiv uppfördes kyrkan år 1584. Bredvid kyrkan fanns ett sjukhus, vilket år 1697 gjordes om till härbärge för syrianska biskopar som besökte Rom. Kyrkan helgades då även åt munken och teologen Efraim syriern. År 1748 övertogs byggnadskomplexet med kyrkan av konventualfranciskaner, vilka lät helga kyrkan åt den helige Antonius av Padua. Dessa franciskaner lät genomföra en genomgripande restaurering av kyrkan.
Kyrkans fasad hade två våningar med fyra pilastrar i varje. Ovanför portalen fanns en tondo med en fresk föreställande Jungfru Maria.
Kyrkan dekonsekrerades år 1873. Klostret och kyrkan revs år 1920 för att ge plats åt Piazza del Viminale.

## Bilder
| - Santa Maria della Sanità. Akvarell av Achille Pinelli. - Dagens Piazza del Viminale med Italiens inrikesministerium. |